# Uległość (powieść)
Uległość (fran. Soumission) – futurystyczna powieść autorstwa francuskiego pisarza Michela Houellebecqa z elementami fikcji politycznej, wydana w 2015 roku w dniu zamachu na redakcję „Charlie Hebdo” w Paryżu, przedstawiająca wizję przyszłości autora.

## Fabuła
Akcja powieści toczy się w 2022 roku, gdzie prezydentem zostaje muzułmanin Mohammed Ben Abbes należący do Bractwa Muzułmańskiego, który zamienia Francję w kraj wyznaniowy.

## Krytyka
Książka była krytykowana jeszcze przed publikacją za uczestniczenie w tworzeniu klimatu islamofobii. Data jej premiery zbiegła się w czasie z zamachem na redakcję Charlie Hebdo w Paryżu. W zamachu tym zginął przyjaciel Houellebecqa, ekonomista Bernard Maris, który opublikował kilka miesięcy wcześniej esej Houellebecq économiste. Wydarzenia te sprawiły, że Houellebecq zrezygnował z promocji najnowszej książki i opuścił Paryż.